# Arcane Astral Aeons
Arcane Astral Aeons è il nono album in studio del gruppo musicale gothic metal norvegese Sirenia, pubblicato il 29 ottobre 2018 dalla Napalm Records. È il loro secondo album con la cantante francese Emmanuelle Zoldan. 
Un video lirico è stato realizzato per il singolo "Love Like Cyanide" uscito il 21 settembre 2018. La canzone presenta una partecipazione di Yannis Papadopoulos della band finlandese Beast in Black.   Il 19 ottobre è stato pubblicato il video musicale per il secondo singolo "Into the Night". Entrambi i video sono stati diretti dal cineasta e musicista svedese Owe Lingvall. 

## Antefatti
Arcane Astral Aeons fu composto da Morten Veland all'inizio del 2018, durante la pausa di un intenso tour nordamericano che Sirenia terminò in aprile.
Il 14 agosto, i dettagli dell'album sono stati rivelati; fondamentalmente, è la stessa produzione e ingegneria del loro lavoro precedente Dim Days of Dolor (2016). È stato registrato tra maggio e luglio 2018 nello studio di registrazione personale di Veland (Audio Avenue Studios) a Tau, Rogaland. Ulteriori registrazioni sono state fatte presso i Sound Suite Studios di Marsiglia.
In contrasto con qualsiasi altro album di Sirenia, tutti i membri hanno contribuito allo studio di registrazione. Nello specifico, i chitarristi dal vivo Jan Erik Soltvedt e Nils Courbaron hanno entrambi suonato assoli di chitarra su diversi tracce. Inoltre, Emmanuelle Zoldan ha dimostrato molto più le sue abilità vocali operistiche e ha scritto i testi francesi in due canzoni. A proposito di questo e della loro intensa campagna promozionale, Veland ha dichiarato:

Questo album è qualcosa di unico per noi in quanto è il primo che abbiamo realizzato insieme ai nostri fan; tutti coloro che hanno sostenuto la nostra campagna di pegno hanno contribuito direttamente al finanziamento dell'album e per renderlo quello che è risultato essere. [...] 

L'album è stato mixato agli Hansen Studios di Ribe, in Danimarca, dal produttore e ingegnere di missaggio Jacob Hansen. La copertina è stata nuovamente creata dall'artista ungherese Gyula Havancsák di Hjules Illustration And Design.

## Tracce
Testi e musiche di Morten Veland, tranne "Nos heures sombres" di Emmanuelle Zoldan.
1. In Stix Embrace – 6:02
2. Into the Night – 4:40
3. Love Like Cyanide – 5:49
4. Desire – 5:15
5. Asphyxia – 5:37
6. Queen of Lies – 3:55
7. Nos heures sombres – 4:30
8. The Voyage – 5:10
9. Aerodyne – 4:40
10. The Twilight Hour – 4:04
11. Glowing Embers – 5:02

Tracce bonus
1. Love Like Cyanide (Edit version) – 4:06

## Formazione

### Sirenia
- Morten Veland – voce death (tracce 3, 9 e 10), chitarre, basso, batteria, tastiere, programmazione
- Emmanuelle Zoldan – voce
- Nils Courbaron - solista chitarra in tracce # 1, # 2 e # 10
- Jan Erik Soltvedt - chitarra solista in tracce # 5 e #8

### Musicisti aggiuntivi
- Yannis Papadopoulos (Beast in Black) - voce maschile in "Love Like Cyanide"
- Østen Bergøy (ex Tristania) - voce maschile in "Aerodyne"
- Stéphanie Valentin - violino
- Damien Surian, Mathieu Landry, Emilie Bernou – cori